# Carios amblus
Carios amblus är en fästingart som beskrevs av Chamberlin 1920. Carios amblus ingår i släktet Carios och familjen mjuka fästingar. Inga underarter finns listade.